# Malta op het Eurovisiesongfestival 2017
Malta nam deel aan het Eurovisiesongfestival 2017 in Kiev, Oekraïne. Het was de 30ste deelname van het land aan het Eurovisiesongfestival. PBS was verantwoordelijk voor de Maltese bijdrage voor de editie van 2017.

## Selectieprocedure
Traditiegetrouw koos de Maltese openbare omroep diens inzending voor het Eurovisiesongfestival via een nationale preselectie. Bij het sluiten van de inschrijvingen had PBS 156 nummers ontvangen, drie meer dan een jaar eerder. Een vakjury koos uiteindelijk zestien nummers voor deelname aan de Malta Eurovision Song Contest 2017. In tegenstelling tot de voorbije jaren werden er geen halve finales georganiseerd, en was er geen vakjury. Het televotende publiek bepaalde autonoom wie namens Malta naar Kiev mocht. Uiteindelijk viel de keuze op Claudia Faniello, met Breathlessly.

## Malta Eurovision Song Contest 2017
18 februari 2017
| Plaats | Artiest             | Lied                | Stemmen |
| ------ | ------------------- | ------------------- | ------- |
| 1      | Claudia Faniello    | Breathlessly        | 4996    |
| 2      | Janice Mangion      | Kewkba              | 4544    |
| 3      | Kevin Borg          | Follow              | 2502    |
| 4      | Brooke Borg         | Unstoppable         | 2000    |
| 5      | Franklin Calleja    | Follow me           | 1303    |
| 6      | Maxine Pace         | Bombshell           | 627     |
| 7      | Deborah C & Josef   | Tonight             | 572     |
| 8      | Raquela Dalli Gonzi | Ray of light        | 551     |
| 9      | Cherton Caruana     | Fighting to survive | 340     |
| 10     | Klinsmann Coleiro   | Laserlight          | 332     |
| 11     | Rhiannon            | Fearless            | 288     |
| 12     | Crosswalk           | So simple           | 245     |
| 13     | Richard Edwards     | You                 | 186     |
| 14     | Jade Vella          | Seconds away        | 166     |
| 15     | Shauna Vassallo     | Crazy games         | 159     |
| 16     | Miriana Conte       | Don't look down     | 156     |

## In Kiev
Malta trad aan in de tweede halve finale, op donderdag 11 mei 2017. Malta eindigde op de zestiende plek en wist zich zo niet te plaatsen voor de finale.